# چاه نر
چاه نر، روستایی از توابع بخش آسمینون شهرستان منوجان در استان کرمان ایران است.چاه نر طبق سرشماری سال ۱۳۹۵،خالی از سکنه است.

## جمعیت
این روستا در دهستان بجگان قرار دارد و براساس سرشماری مرکز آمار ایران در سال ۱۳۸۵، جمعیت آن ۵۱ نفر (۹خانوار) بوده‌است.